# Art vidéo

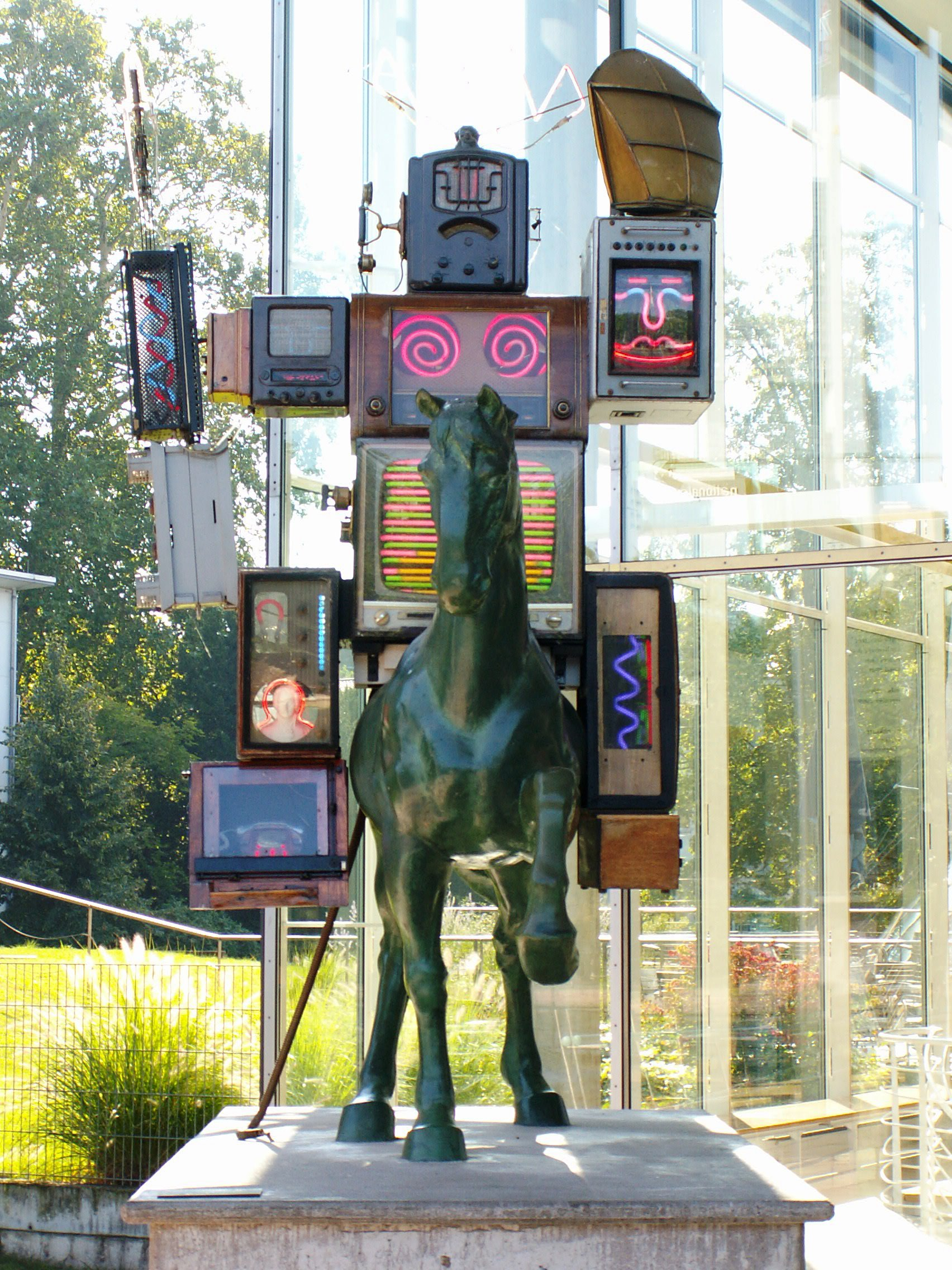
Installation vidéo de Nam June Paik : Running away from tomorrow.

L’art vidéo naît, en tant qu'expression artistique, au début des années 1960, de la rencontre de plasticiens, d'ingénieurs et de responsables de chaînes de télé qui cherchent de nouvelles possibilités d'utilisation du médium vidéo.

## Historique

### 1958-1990: prémices et premières propositions
Selon Étienne Hatt, critique d'art, la naissance de l'art vidéo est difficile à établir précisément. Cette forme d'art, née au plus tôt à la fin des années 1950, n'est légitimée qu'une vingtaine d'années plus tard, d'abord par les grands musées puis par plusieurs expositions. En évoquant ce moment crucial, Anne-Marie Duguet, docteure en sociologie de l'art et enseignante-chercheuse, parle d'une « décentralisation vidéographique fulgurante ».
En 1958 Wolf Vostell réalise La Chambre noire (Das schwarze Zimmer) collection Berlinische Galerie Berlin, une installation, assemblage de matériaux et de téléviseurs, première œuvre à employer l'image électronique en tant que média artistique et expose à la Galerie Parnass à Wuppertal en 1963. Cette même année, Wolf Vostell expose à la Smolin Gallery (en) de New York l'installation 6 TV Dé-coll/age et réalise la vidéo Sun in your head,. L'artiste est aussi l'inventeur du "décoll/age", qui consiste à "inclure, [...] la production et l'activité d'autres personnes, en l'occurrence la vie produite et commentée à travers la télévision."
Même si des tentatives sont faites dès la fin des années 1950, la naissance officielle de cet art a été fixée à mars 1963, lorsque Nam June Paik expose Exposition of Music - Electronic Television, à la Galerie Parnass en Wuppertal, treize téléviseurs préparés pour la distorsion d’images. En disposant un gros aimant sur une télévision, le tube cathodique réagit en créant des distorsions colorées, cette œuvre de Nam June Paik représente des images de Nixon déformées.
Issu de la télévision, l'art vidéo, apparu aux États-Unis et en Europe au début des années 1960, a aussitôt influencé les grands courants de l'époque, de Fluxus à la performance, de l'art conceptuel au minimalisme et à l'art sociologique.
L'image d'une vidéo, produite par la caméra, enregistrée ou non, peut être restituée sur un écran nommé « moniteur ». Les bobines ou cassettes magnétiques qui servaient à l'origine de support à l'enregistrement sont aujourd'hui presque complètement remplacées par des disques durs ou des cartes mémoire.
Cette nouvelle technique sera utilisée dorénavant pour enregistrer des performances et des installations. Dès 1965, Fred Forest réalise en France des œuvres vidéo sur Portapack Sony 1/2 pouce (La cabine téléphonique). En 1969, avec cette même technique, le groupe Video Out fondé par Paul et Carole Roussopoulos donne une parole aux oubliés des Médias.
En 1976, Slobodan Pajic réalise la première vidéo produit dans les nouveaux studios audiovisuels du Centre Georges Pompidou, Paris, intitulée Destruction du son et de l'image. L'année après, le même artiste réalise une vidéo en couleur, commande du Musée national d'art moderne, Passage de l'espace fermé à l'espace ouvert. Ces vidéos rompent avec la tradition de performance filmée pour explorer les qualités uniques du médium.
Par la suite, l'art vidéo est devenu emblématique des recherches plastiques des années 1980, durant lesquelles les caméras portatives et les bancs de montage sont devenus accessibles à un plus large public. Bruce Nauman en est un des exemples les plus avérés, qui utilise, suivant l'exemple de Dan Graham, la mise en réseau de caméras de surveillance dans ses installations.

### 1990-2000: la seconde génération d'artistes, entre cinéma et installation
La seconde génération d'artistes s'inspirent de manière plus importante du cinéma et de l'installation, après avoir été majoritairement influencés par la télévision.
Pour Jean-Paul Fargier, réalisateur, producteur de télévision, journaliste et critique d'art français, les artistes vidéastes qui s'appuient sur le cinéma pour réaliser leurs œuvres manquent d'imagination. 
Parmi les artistes importants de cette décennie, on peut citer les britanniques Sam Taylor-Wood et Tacita Dean, l'écossais Douglas Gordon, le canadien Stan Douglas, l'iranienne Shirin Neshat, l'américain Doug Aitken, le français Pierre Huyghe et la finlandaise Eija-Liisa Ahtila. En 1995, Nam June Paik crée une installation appelée Electronic Superhighway qui utilise des centaines de moniteurs de télévision et des tubes au néon multicolores.
L'artiste français Maurice Benayoun est considéré comme l'un des chefs de file de la création numérique. Son œuvre phare, la série d’animation vidéo Les Quarxs est coréalisée avec l’illustrateur François Schuiten et diffusée sur Canal+ à partir de 1991.

### 2000 à aujourd'hui: nouvelles propositions et redéfinitions
Dans un article de 1999, le critique d'art Jean-Paul Gavard-Perret s'interroge sur la crise de l'art et les nouvelles perspectives ouvertes par l'art vidéo : « Face à la starification de l'œuvre d'art, le vidéo-art propose donc une autre voie. Pas la seule sans doute, mais le chemin qu'il trace est très important. Dans le lieu de spectacle, il se veut autre chose qu'un spectacle. »
Au début des années 2000, à l'image du monde de l'art contemporain, l'art vidéo est redéfini et des formes innovantes sont proposées par les artistes. 
L'artiste argentine Mika Rottenberg concentre ses vidéos sur le monde du travail, en le mêlant à l'identité du corps féminin - elle emploie des actrices pour leurs caractéristiques physiques[source secondaire nécessaire].
Anri Sala, artiste albanais, travaille avec l'image animée tout en s'intéressant au son, à l'architecture, à la chorégraphie et à la performance. 
En janvier 2016, la vidéo Open My Glade (Flatten) de l'artiste Pipilotti Rist est diffusée sur 62 écrans géants autour de Times Square. À propos de ces projections, Massimiliano Gioni, conservateur au New Museum of Contemporary Art indique : « Rist a réinventé la manière dont la technologie et les médias encadrent et représentent les corps, en particulier ceux des femmes. Je ne peux donc pas imaginer un meilleur contexte que Times Square pour multiplier littéralement ses pouvoirs. »
Aujourd'hui, la vidéo est un médium reconnu au sein de l'art contemporain, bien qu'elle reste quasiment absente des publications.

## Thématiques importantes

### Rapport au temps et à la durée
Par définition, l'art vidéo est l'art du temps et de la durée par excellence. En effet, une vidéo comporte une durée propre et s'inscrit dans le temps, alors que d'autres arts comme la peinture et la sculpture mettent en scène des images figées. Selon le célèbre artiste Nam June Paik, le temps est un des critères majeurs de l'art vidéo. Il va plus loin en précisant que la vidéo n'est que temps, et non espace. Bill Viola, autre artiste important, a lui aussi beaucoup étudié le rôle du temps dans l'art vidéo. Gary Hill, quant à lui, s'inspire du théâtre japonais nô pour le fort rapport que cette forme entretient avec le temps. 

### Similitudes et différences entre art vidéo et cinéma
Ce qui différencie l'art vidéo et le cinéma est avant tout le lieu. En effet, un film de cinéma est projeté dans une salle obscure alors qu'une vidéo artistique est exposée dans une institution culturelle, dans laquelle le spectateur est donc libre d'aller et de venir, de partir lorsqu'il le souhaite. Cette liberté de mouvement est plus restreinte dans une salle de cinéma, puisqu'elle est plongée dans le noir et fermée. Toutefois, beaucoup d'artistes vidéastes s'inspirent du cinéma dans leurs œuvres. C'est par exemple le cas d'une artiste française, Camille Henrot, qui est influencée par le cinéma expérimental des années 1960-1970 mais aussi par des films spécifiques comme les trois versions de King Kong.

### Un intérêt croissant pour l'écologie
Aujourd'hui, les artistes vidéastes restent intéressés par les questions d'actualité. L'exemple de l'écologie est intéressant à évoquer, car les vidéos réalisées sur cette thématique se multiplient, à l'image des signaux de la crise écologique que nous vivons.
A travers des expositions de plus en plus nombreuses portant sur le thème de l'écologie, plusieurs artistes vidéastes choisissent de travailler sur ce point particulier. Ainsi, les expositions "Courants verts : créer pour l'environnement" (18 mars-19 juillet 2020) et "Réclamer la terre" (15 avril-4 septembre 2022), respectivement organisées à l'Espace Fondation EDF et au Palais de Tokyo (Paris) présentaient un nombre important de vidéos portant sur ce sujet.
Dans la première étaient présentés les artistes français Sarah Trouche et Jean-François Robic, l'artiste américaine Janet Biggs, les artistes britanniques Heather Ackroyd et Dan Harvey, l'artiste australienne Janet Laurence, l'artiste cambodgien Khvay Samnang et l'artiste marocain Mohamed Thara.
Dans la seconde se trouvaient des vidéos d'asinnajaq, artiste inuite, de Sebastian Calfuqueo, artiste chilien, et du Karrabing Film Collective, collectif australien. 